# Seznam měst v Ekvádoru
Toto je seznam měst v Ekvádoru.
Zdaleka největšími aglomeracemi v Ekvádoru jsou Guayaquil, kde žije 3 295 143 obyvatel, a hlavní město Quito, kde žije 1 941 506 obyvatel (odhad pro rok 2005). Dohromady to představuje asi 43% obyvatelstva celé země.
V následující tabulce jsou uvedena města nad 30 000 obyvatel, výsledky sčítání obyvatelstva z 28. listopadu 1982, 25. listopadu 1990 a 25. listopadu 2001, odhady počtu obyvatel k 1. lednu 2005 a provincie, do nichž města náleží. Počet obyvatel se vztahuje na město v úzkém slova smyslu (geografický obvod města), nikoliv na město ve smyslu politickém. Města jsou seřazena podle velikosti.
| Města v Ekvádoru | Města v Ekvádoru | Města v Ekvádoru    | Města v Ekvádoru    | Města v Ekvádoru    | Města v Ekvádoru   | Města v Ekvádoru |
| Pořadí           | Město            | sčítání v roce 1982 | sčítání v roce 1990 | sčítání v roce 2001 | odhad pro rok 2005 | Provincie        |
| ---------------- | ---------------- | ------------------- | ------------------- | ------------------- | ------------------ | ---------------- |
| 1.               | Guayaquil        | 1 199 344           | 1 508 444           | 1 985 379           | 2 157 853          | Guayas           |
| 2.               | Quito            | 866 472             | 1 100 847           | 1 399 378           | 1 516 353          | Pichincha        |
| 3.               | Cuenca           | 152 406             | 194 981             | 277 374             | 305 772            | Azuay            |
| 4.               | Santo Domingo    | 69 235              | 114 422             | 199 827             | 238 325            | Pichincha        |
| 5.               | Machala          | 105 521             | 144 197             | 204 578             | 228 351            | El Oro           |
| 6.               | Durán            | 51 023              | 82 359              | 174 531             | 212 924            | Guayas           |
| 7.               | Manta            | 100 338             | 125 505             | 183 105             | 201 700            | Manabí           |
| 8.               | Portoviejo       | 102 628             | 132 937             | 171 847             | 187 369            | Manabí           |
| 9.               | Ambato           | 100 454             | 124 166             | 154 095             | 165 541            | Tungurahua       |
| 10.              | Riobamba         | 75 455              | 94 505              | 124 807             | 135 588            | Chimborazo       |
| 11.              | Quevedo          | 67 023              | 86 910              | 120 379             | 132 544            | Los Ríos         |
| 12.              | Loja             | 71 652              | 94 305              | 118 532             | 129 121            | Loja             |
| 13.              | Ibarra           | 53 428              | 80 991              | 108 535             | 122 642            | Imbabura         |
| 14.              | Milagro          | 77 010              | 93 637              | 113 440             | 121 055            | Guayas           |
| 15.              | Esmeraldas       | 90 360              | 98 558              | 95 124              | 96 265             | Esmeraldas       |
| 16.              | La Libertad      | 41 955              | 53 108              | 77 646              | 85 750             | Guayas           |
| 17.              | Babahoyo         | 42 266              | 50 285              | 76 869              | 84 421             | Los Ríos         |
| 18.              | Sangolqui        | 15 004              | 35 386              | 56 794              | 71 830             | Pichincha        |
| 19.              | Latacunga        | 28 764              | 39 882              | 51 689              | 57 127             | Cotopaxi         |
| 20.              | Tulcán           | 30 985              | 37 069              | 47 359              | 50 761             | Carchi           |
| 21.              | Pasaje           | 26 224              | 32 947              | 45 526              | 49 803             | El Oro           |
| 22.              | Chone            | 33 839              | 41 437              | 45 526              | 47 994             | Manabí           |
| 23.              | Santa Rosa       | 26 716              | 32 648              | 42 593              | 45 972             | El Oro           |
| 24.              | Huaquillas       | 20 117              | 27 368              | 40 183              | 45 027             | El Oro           |
| 25.              | Nueva Loja       | 7 237               | 13 165              | 34 106              | 43 809             | Sucumbíos        |
| 26.              | El Carmen        | 11 928              | 22 870              | 33 382              | 39 989             | Manabí           |
| 27.              | Jipijapa         | 27 146              | 32 225              | 36 078              | 37 900             | Manabí           |
| 28.              | Ventanas         | 15 869              | 23 217              | 32 425              | 36 596             | Los Ríos         |
| 29.              | Daule            | 18 923              | 24 399              | 31 763              | 34 632             | Guayas           |
| 30.              | Cayambe          | 14 249              | 16 849              | 30 473              | 34 239             | Pichincha        |
| 31.              | Otavalo          | 17 461              | 21 548              | 30 965              | 33 946             | Imbabura         |
| 32.              | Velasco Ibarra   | 17 017              | 24 112              | 29 265              | 32 189             | Guayas           |
| 33.              | Azogues          | 14 548              | 21 060              | 27 866              | 31 151             | Cañar            |
| 34.              | Santa Elena      | 12 859              | 17 459              | 27 351              | 30 920             | Guayas           |
| 35.              | Salinas          | 17 748              | 19 298              | 28 650              | 30 792             | Guayas           |
| 36.              | La Troncal       | n/a                 | 19 654              | 27 847              | 30 726             | Cañar            |
| 37.              | Buena Fé         | n/a                 | 19 300              | 27 516              | 30 406             | Los Ríos         |